# اتریش در مسابقه آواز یوروویژن
اتریش تاکنون ۵۲ بار در مسابقه آواز یوروویژن شرکت کرده‌است. اولین حضور آن در سال ۱۹۵۷ بود و در سال‌های ۱۹۶۶ و ۲۰۱۴ برنده این مسابقات شد. این فاصله ۴۸ ساله رکورد طولانی‌ترین فاصله بین دو پیروزی در کل مسابقات یوروویژن است.

## خلاصه
راهنما
| سال                               | هنرمند                  | زبان                    | عنوان                                 | فینال              | امتیاز             | نیمه‌نهایی                   | امتیاز                      |
| --------------------------------- | ----------------------- | ----------------------- | ------------------------------------- | ------------------ | ------------------ | --------------------------- | --------------------------- |
| مسابقه آواز یوروویژن ۱۹۵۷         | Bob Martin              | زبان آلمانی             | "Wohin, kleines Pony?"                | 10                 | ۳                  | بدون نیمه‌نهایی              | بدون نیمه‌نهایی              |
| مسابقه آواز یوروویژن ۱۹۵۸         | Liane Augustin          | آلمانی                  | "Die ganze Welt braucht Liebe"        | 5                  | ۸                  | بدون نیمه‌نهایی              | بدون نیمه‌نهایی              |
| مسابقه آواز یوروویژن ۱۹۵۹         | Ferry Graf              | آلمانی                  | "Der K und K Kalypso aus Wien"        | 9                  | ۴                  | بدون نیمه‌نهایی              | بدون نیمه‌نهایی              |
| مسابقه آواز یوروویژن ۱۹۶۰         | Harry Winter            | آلمانی                  | "Du hast mich so fasziniert"          | 7                  | ۶                  | بدون نیمه‌نهایی              | بدون نیمه‌نهایی              |
| مسابقه آواز یوروویژن ۱۹۶۱         | Jimmy Makulis           | آلمانی                  | "Sehnsucht"                           | 15                 | ۱                  | بدون نیمه‌نهایی              | بدون نیمه‌نهایی              |
| مسابقه آواز یوروویژن ۱۹۶۲         | Eleonore Schwarz        | آلمانی                  | "Nur in der Wiener Luft"              | 13                 | ۰                  | بدون نیمه‌نهایی              | بدون نیمه‌نهایی              |
| مسابقه آواز یوروویژن ۱۹۶۳         | Carmela Corren          | آلمانی، زبان انگلیسی    | "Vielleicht geschieht ein Wunder"     | 7                  | ۱۶                 | بدون نیمه‌نهایی              | بدون نیمه‌نهایی              |
| مسابقه آواز یوروویژن ۱۹۶۴         | اودو یورگنس             | آلمانی                  | "Warum nur warum?"                    | 6                  | ۱۱                 | بدون نیمه‌نهایی              | بدون نیمه‌نهایی              |
| مسابقه آواز یوروویژن ۱۹۶۵         | Udo Jürgens             | آلمانی                  | "Sag ihr, ich lass sie grüßen"        | 4                  | ۱۶                 | بدون نیمه‌نهایی              | بدون نیمه‌نهایی              |
| مسابقه آواز یوروویژن ۱۹۶۶         | Udo Jürgens             | آلمانی، زبان فرانسوی    | "Merci, Chérie"                       | 1                  | ۳۱                 | بدون نیمه‌نهایی              | بدون نیمه‌نهایی              |
| مسابقه آواز یوروویژن ۱۹۶۷         | Peter Horton            | آلمانی                  | "Warum es hunderttausend Sterne gibt" | 14                 | ۲                  | بدون نیمه‌نهایی              | بدون نیمه‌نهایی              |
| مسابقه آواز یوروویژن ۱۹۶۸         | کارل گوت                | آلمانی                  | "Tausend Fenster"                     | 13                 | ۲                  | بدون نیمه‌نهایی              | بدون نیمه‌نهایی              |
| بین سال‌های 1969 تا 1970 شرکت نکرد |                         |                         |                                       |                    |                    | بدون نیمه‌نهایی              | بدون نیمه‌نهایی              |
| مسابقه آواز یوروویژن ۱۹۷۱         | Marianne Mendt          | Viennese آلمانی         | "Musik"                               | 16                 | ۶۶                 | بدون نیمه‌نهایی              | بدون نیمه‌نهایی              |
| مسابقه آواز یوروویژن ۱۹۷۲         | Milestones              | آلمانی                  | "Falter im Wind"                      | 5                  | ۱۰۰                | بدون نیمه‌نهایی              | بدون نیمه‌نهایی              |
| بین سال‌های 1973 تا 1975 شرکت نکرد |                         |                         |                                       |                    |                    | بدون نیمه‌نهایی              | بدون نیمه‌نهایی              |
| مسابقه آواز یوروویژن ۱۹۷۶         | Waterloo & Robinson     | انگلیسی                 | "My Little World"                     | 5                  | ۸۰                 | بدون نیمه‌نهایی              | بدون نیمه‌نهایی              |
| مسابقه آواز یوروویژن ۱۹۷۷         | Schmetterlinge          | آلمانی، انگلیسی         | "Boom Boom Boomerang"                 | 17                 | ۱۱                 | بدون نیمه‌نهایی              | بدون نیمه‌نهایی              |
| مسابقه آواز یوروویژن ۱۹۷۸         | Springtime              | آلمانی                  | "Mrs. Caroline Robinson"              | 15                 | ۱۴                 | بدون نیمه‌نهایی              | بدون نیمه‌نهایی              |
| مسابقه آواز یوروویژن ۱۹۷۹         | Christina Simon         | آلمانی                  | "Heute in Jerusalem"                  | 18                 | ۵                  | بدون نیمه‌نهایی              | بدون نیمه‌نهایی              |
| مسابقه آواز یوروویژن ۱۹۸۰         | Blue Danube             | آلمانی                  | "Du bist Musik"                       | 8                  | ۶۴                 | بدون نیمه‌نهایی              | بدون نیمه‌نهایی              |
| مسابقه آواز یوروویژن ۱۹۸۱         | Marty Brem              | آلمانی                  | "Wenn du da bist"                     | 17                 | ۲۰                 | بدون نیمه‌نهایی              | بدون نیمه‌نهایی              |
| مسابقه آواز یوروویژن ۱۹۸۲         | Mess                    | آلمانی                  | "Sonntag"                             | 9                  | ۵۷                 | بدون نیمه‌نهایی              | بدون نیمه‌نهایی              |
| مسابقه آواز یوروویژن ۱۹۸۳         | Westend                 | آلمانی                  | "Hurricane"                           | 9                  | ۵۳                 | بدون نیمه‌نهایی              | بدون نیمه‌نهایی              |
| مسابقه آواز یوروویژن ۱۹۸۴         | Anita                   | آلمانی                  | "Einfach weg"                         | 19                 | ۵                  | بدون نیمه‌نهایی              | بدون نیمه‌نهایی              |
| مسابقه آواز یوروویژن ۱۹۸۵         | گری لوکس                | آلمانی                  | "Kinder dieser Welt"                  | 8                  | ۶۰                 | بدون نیمه‌نهایی              | بدون نیمه‌نهایی              |
| مسابقه آواز یوروویژن ۱۹۸۶         | Timna Brauer            | آلمانی                  | "Die Zeit ist einsam"                 | 18                 | ۱۲                 | بدون نیمه‌نهایی              | بدون نیمه‌نهایی              |
| مسابقه آواز یوروویژن ۱۹۸۷         | Gary Lux                | آلمانی                  | "Nur noch Gefühl"                     | 20                 | ۸                  | بدون نیمه‌نهایی              | بدون نیمه‌نهایی              |
| مسابقه آواز یوروویژن ۱۹۸۸         | ویلفرد (خواننده)        | آلمانی                  | "Lisa Mona Lisa"                      | 21                 | ۰                  | بدون نیمه‌نهایی              | بدون نیمه‌نهایی              |
| مسابقه آواز یوروویژن ۱۹۸۹         | Thomas Forstner         | آلمانی                  | "Nur ein Lied"                        | 5                  | ۹۷                 | بدون نیمه‌نهایی              | بدون نیمه‌نهایی              |
| مسابقه آواز یوروویژن ۱۹۹۰         | زیمونه اشتلتسر          | آلمانی                  | "Keine Mauern mehr"                   | 10                 | ۵۸                 | بدون نیمه‌نهایی              | بدون نیمه‌نهایی              |
| مسابقه آواز یوروویژن ۱۹۹۱         | Thomas Forstner         | آلمانی                  | "Venedig im Regen"                    | 22                 | ۰                  | بدون نیمه‌نهایی              | بدون نیمه‌نهایی              |
| مسابقه آواز یوروویژن ۱۹۹۲         | تونی وگاس               | آلمانی                  | "Zusammen geh'n"                      | 10                 | ۶۳                 | بدون نیمه‌نهایی              | بدون نیمه‌نهایی              |
| مسابقه آواز یوروویژن ۱۹۹۳         | Tony Wegas              | آلمانی                  | "Maria Magdalena"                     | 14                 | ۳۲                 | Kvalifikacija za Millstreet | Kvalifikacija za Millstreet |
| مسابقه آواز یوروویژن ۱۹۹۴         | Petra Frey              | آلمانی                  | "Für den Frieden der Welt"            | 17                 | ۱۹                 | بدون نیمه نهایی             | بدون نیمه نهایی             |
| مسابقه آواز یوروویژن ۱۹۹۵         | Stella Jones            | آلمانی                  | "Die Welt dreht sich verkehrt"        | 13                 | ۶۷                 | بدون نیمه نهایی             | بدون نیمه نهایی             |
| مسابقه آواز یوروویژن ۱۹۹۶         | George Nussbaumer       | Vorarlbergish           | "Weil's dr guat got"                  | 10                 | ۶۸                 | 6                           | ۸۰                          |
| مسابقه آواز یوروویژن ۱۹۹۷         | Bettina Soriat          | آلمانی                  | "One Step"                            | 21                 | ۱۲                 | بدون نیمه‌نهایی              | بدون نیمه‌نهایی              |
| مسابقه آواز یوروویژن ۱۹۹۸         | شرکت نکرد               | شرکت نکرد               | شرکت نکرد                             | شرکت نکرد          | شرکت نکرد          | بدون نیمه‌نهایی              | بدون نیمه‌نهایی              |
| مسابقه آواز یوروویژن ۱۹۹۹         | Bobbie Singer           | انگلیسی                 | "Reflection"                          | 10                 | ۶۵                 | بدون نیمه‌نهایی              | بدون نیمه‌نهایی              |
| مسابقه آواز یوروویژن ۲۰۰۰         | The Rounder Girls       | انگلیسی                 | "All To You"                          | 14                 | ۳۴                 | بدون نیمه‌نهایی              | بدون نیمه‌نهایی              |
| مسابقه آواز یوروویژن ۲۰۰۱         | شرکت نکرد               | شرکت نکرد               | شرکت نکرد                             | شرکت نکرد          | شرکت نکرد          | بدون نیمه‌نهایی              | بدون نیمه‌نهایی              |
| مسابقه آواز یوروویژن ۲۰۰۲         | مانوئل اورتگا (خواننده) | انگلیسی                 | "Say a Word"                          | 18                 | ۲۶                 | بدون نیمه‌نهایی              | بدون نیمه‌نهایی              |
| مسابقه آواز یوروویژن ۲۰۰۳         | Alf Poier               | آلمانی1                 | "Weil der Mensch zählt"               | 6                  | ۱۰۱                | بدون نیمه‌نهایی              | بدون نیمه‌نهایی              |
| مسابقه آواز یوروویژن ۲۰۰۴         | تای بریک                | آلمانی                  | "Du bist"                             | 21                 | ۹                  | جزو ۱۱ کشور برتر سال قبل    | جزو ۱۱ کشور برتر سال قبل    |
| مسابقه آواز یوروویژن ۲۰۰۵         | Global Kryner           | انگلیسی، زبان اسپانیایی | "Y así"                               | به فینال راه نیافت | به فینال راه نیافت | 21                          | 30                          |
| مسابقه آواز یوروویژن ۲۰۰۶         | شرکت نکرد               | شرکت نکرد               | شرکت نکرد                             | شرکت نکرد          | شرکت نکرد          | شرکت نکرد                   | شرکت نکرد                   |
| مسابقه آواز یوروویژن ۲۰۰۷         | اریک پاپیلایا           | انگلیسی                 | "Get a Life - Get Alive"              | به فینال راه نیافت | به فینال راه نیافت | 27                          | 4                           |
| بین سال‌های 2008 تا 2010 شرکت نکرد |                         |                         |                                       |                    |                    |                             |                             |
| مسابقه آواز یوروویژن ۲۰۱۱         | نادین بیلر              | انگلیسی                 | "The Secret Is Love"                  | 18                 | 64                 | 7                           | 69                          |
| مسابقه آواز یوروویژن ۲۰۱۲         | تراکشیتاز               | آلمانی2                 | "Woki mit deim Popo"                  | به فینال راه نیافت | به فینال راه نیافت | 18                          | 8                           |
| مسابقه آواز یوروویژن ۲۰۱۳         | ناتالیا کلی             | انگلیسی                 | "Shine"                               | به فینال راه نیافت | به فینال راه نیافت | 14                          | 27                          |
| مسابقه آواز یوروویژن ۲۰۱۴         | کنچیتا وورست            | انگلیسی                 | "برخیز چو ققنوس"                      | 1                  | 290                | 1                           | 169                         |
| مسابقه آواز یوروویژن ۲۰۱۵         | میکمیکس                 | انگلیسی                 | "I Am Yours"                          | 263                | ۰                  | کشور میزبان                 | کشور میزبان                 |
| مسابقه آواز یوروویژن ۲۰۱۶         | زویی                    | زبان فرانسوی            | "Loin d'ici"                          | 13                 | 151                | 7                           | 170                         |
| مسابقه آواز یوروویژن ۲۰۱۷         | ناتان ترنت              | انگلیسی                 | "روی هوا راه می‌روم"                   | 16                 | 93                 | 7                           | 147                         |
| مسابقه آواز یوروویژن ۲۰۱۸         | سزار سمپسون             | انگلیسی                 | "Nobody But You"                      | 3                  | 342                | 4                           | 231                         |
| مسابقه آواز یوروویژن ۲۰۱۹         | پائیندا                 | انگلیسی                 | "Limits"                              | به فینال راه نیافت | به فینال راه نیافت | 17                          | 21                          |
| مسابقه آواز یوروویژن ۲۰۲۰         |                         |                         |                                       |                    |                    |                             |                             |